# Anakinra
Anakinra – lek immunosupresyjny będący antagonistą ludzkich receptorów IL-1. Jest otrzymywany na drodze rekombinacji przy udziale bakterii Escherichia coli.
Lek pod nazwą Kineret został wprowadzony po raz pierwszy na rynek w 2001 r. przez amerykańską firmę farmaceutyczną Amgen.

## Mechanizm działania
Anakinra hamuje działalność biologiczną interleukiny 1. Przeciwdziała wytwarzaniu NO, PGE2 i kolagenazy w błonie maziowej, fibroblastach i chondrocytach.

## Wskazania
- reumatoidalne zapalenie stawów w przypadku kiedy terapia metotreksatem jest nieskuteczna

## Przeciwwskazania
- nadwrażliwość na lek
- ciężka niewydolność nerek
- wiek poniżej 18 roku życia
- neutropenia
- rozpoznana choroba nowotworowa
- terapia etanerceptem, infliksymabem i adalimumabem[1].

Ostrożnie:
- nawracające zakażenia
- astma oskrzelowa
- podeszły wiek

## Działania niepożądane
- reakcje alergiczne w miejscu wstrzyknięcia
- ból głowy
- neutropenia
- ciężkie zakażenia

## Stosowanie w trakcie ciąży i karmienia
Nie zaleca się stosowania leku w ciąży i okresie karmienia piersią.

## Dawkowanie
Lek podaje się podskórnie, według zaleceń lekarza.

## Preparaty
- Kineret